# Landen (België)

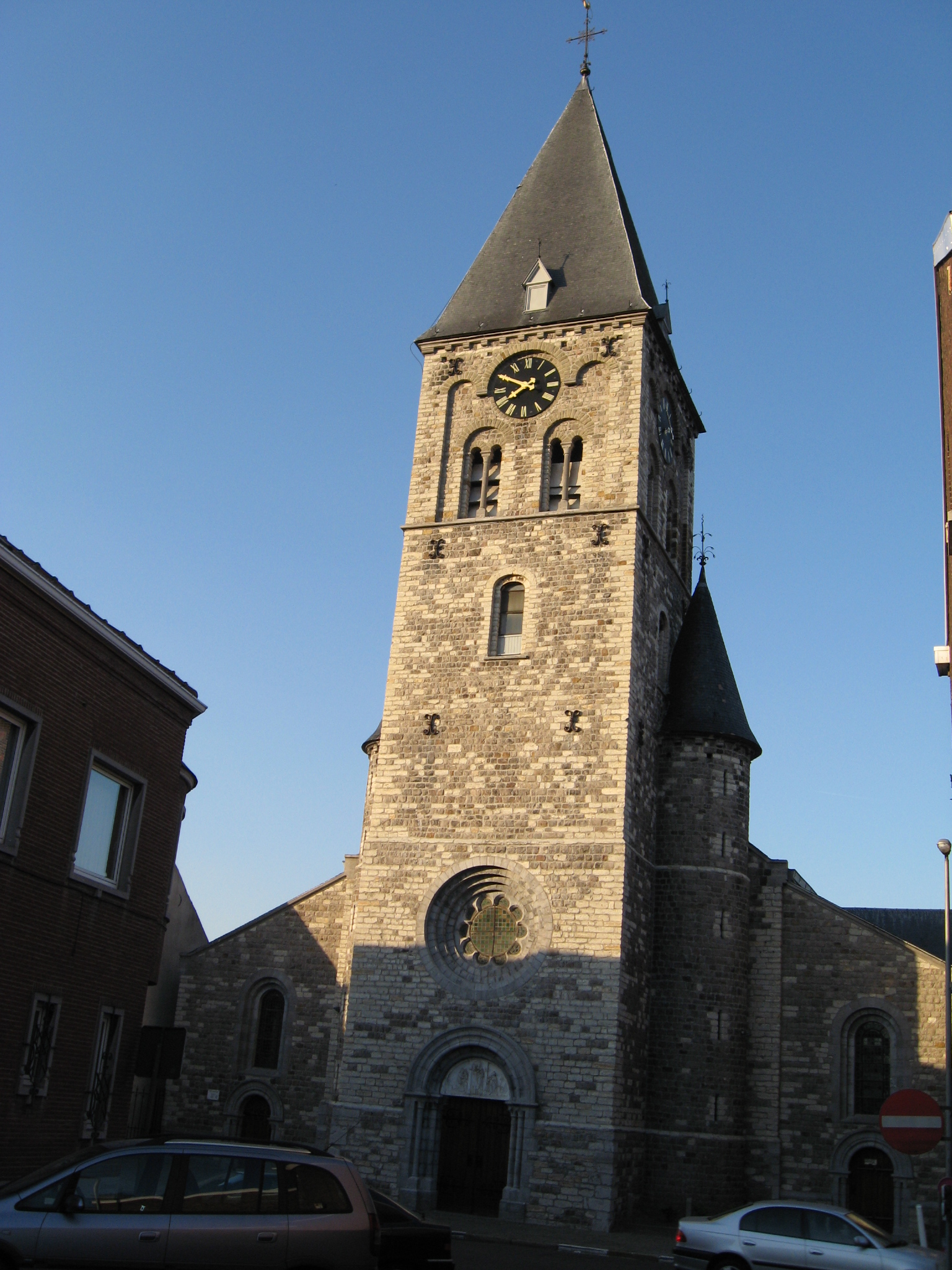
Sint-Gertrudiskerk

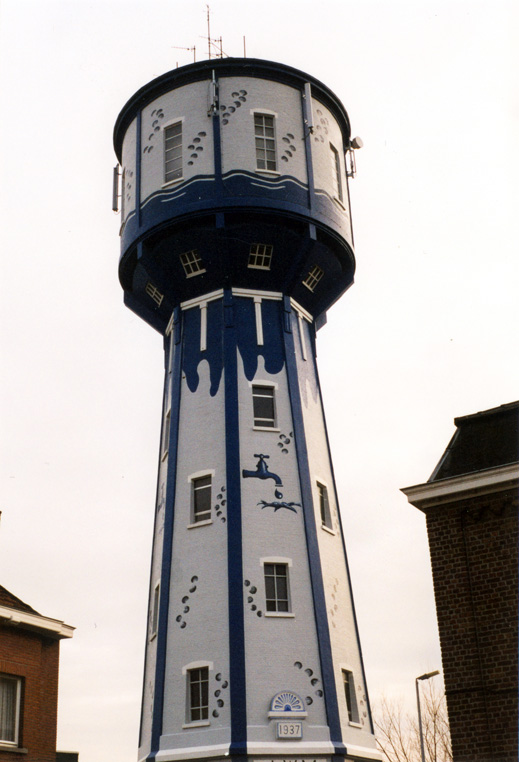
Watertoren van Landen

Landen is een stad in de Belgische provincie Vlaams-Brabant. Ze telt ongeveer 16.000 inwoners. De stad ligt in het uiterste zuidoosten van de provincie, tegen de grens met Limburg, Waals-Brabant en Luik.

## Toponymie

### Landen
Toponymisch is Landen verwant met Londen. De oudste vormen van Landen zijn: de genitiefvorm Landane (circa 1050), Landen (1080), Landenes (1116), en Landinis (1132).
Landen is te reconstrueren als Londhiniom, wat zoveel betekent als "de nederzetting van Londhinios". De grondvorm in Landen, net als in Londen, is het adjectief londo ("wild").
In de tweede eeuw voor Christus ving de eerste germanisering aan, waarbij van oorsprong "Belgische" toponiemen fonetisch gegermaniseerd werden. Ze namen deel aan de laatste fase van de Germaanse consonantverschuiving en het samenvallen van de Germaanse 'o' en 'a'. Londhiniom werd aldus Landhiniom. Bovendien werd de Indo-Europese 'dh' na een 'n' in het Oud-Germaans 'd'.
Samengevat: Landen(en) ontwikkelde zich uit Londhiniom, een afleiding van de persoonsnaam Londhinios, met als grondvorm londo ("wild"). Landen betekent dus: "nederzetting van de wilde".

### Roeferdingen
In de 5de eeuw na Christus ontstonden in Vlaanderen veel nederzettingsnamen op -ingas, toegevoegd aan een Germaanse persoonsnaam. In Landen is dit type vertegenwoordigd door de gehuchtnaam Roeferdingen. Het eerste lid is de tweestammige Germaanse naam Hrodfried (lees: Chrod-fried). Hij bestaat uit hroti "roem" en frithu "vrede". Beide elementen komen in heel wat persoonsnamen voor. Zo is hrod het eerste element in Robrecht en Rudolf, en fried het tweede element in Godfried en Elfriede. Besluit: Roeferdingen betekent "bij de lieden van Hrodfried".

## Geschiedenis

### Middeleeuwen
De Merovingische tijd (6de-7de eeuw) was voor het vruchtbare Haspengouw een periode van betrekkelijke rust en tevens een periode van kerstening. Pepijn van Landen, of juister Pippijn I van Landen, zoon van Karloman, is waarschijnlijk in 580 in Landen geboren. Hij zou hofmeier worden van de Merovingische koningen en zou in 640 gestorven zijn. Hij werd de stamvader van een geslacht van prinsen en vorsten. Zijn dochter Begga (620-695) huwde Ansegisel. Uit dit huwelijk sproot Pepijn van Herstal (650-714). Dan volgde de verdere stamboom over de Karolingen: Karel Martel (689-741), Pepijn de Korte (714-768) en uiteindelijk Karel de Grote (742-814). Te Landen werd Gertrud geboren (626-659), dochter van Pepijn van Landen, latere abdis van Nijvel, heilig verklaard (patrones van Landen). Zij zou Amandus (patroonheilige van Wezeren) ondersteunen in zijn kersteningswerk. De zoon van Pepijn van Landen - Grimoald I (615-656) - wilde voortijdig de koningskroon grijpen maar werd, samen met zijn zoon, te Parijs in duistere omstandigheden vermoord.
Oorspronkelijk lag de kern van Landen in Sinte-Gitter, waar tekenen van bewoning in de Frankische periode en Merovingische graven zijn teruggevonden. Een primitieve houten Merovingische kerk ontwikkelde er zich tot de Sint-Gertrudiskerk, die de parochiekerk van Landen werd. Op een plaats van vroegere voorname bewoning kwamen er in de 13de eeuw twee motheuvels (kunstmatige heuvels met versterkte woontoren), die nog steeds zichtbaar zijn in Sinte-Gitter.
Na de Karolingische tijd kwam het Landens domein toe aan Lotharingen en nadien, bij afstamming, via Neder-Lotharingen aan de Brabantse hertogen. Wanneer de graven van Leuven hun titel veranderden in deze van hertogen van Brabant, was reeds een verdeling van de gronden ingetreden en behoorde de Sint-Gertrudiskerk toe aan het prinsbisdom Luik. Wegens twisten met de Prinsbisdom Luik stichtte de Hertog van Brabant in de 13de eeuw een nieuwe stad Landen met stedelijke voorrechten en economische vrijheid voor de inwoners. Hendrik I van Brabant streefde ernaar de handelseconomie naar het Rijngebied te bevorderen.
De kern van Landen verschoof naar het nieuwe centrum. De Sint-Gertrudiskerk in Oud-Landen of Ouderstad bleef nog een tijd de parochiekerk van Landen omdat er aanvankelijk geen kerk mocht gebouwd worden in het nieuwe Landen. Eens daar een kerk kwam, geraakte de Sint-Gertrudiskerk in verval en werd 1759 afgebroken. De overblijfselen van die kerk en haar Merovingische voorganger werden blootgelegd en worden thans tentoongesteld in het museum in Sinte-Gitter.
Elk dorp van het huidige Landen beleefde een eigen geschiedenis gedurende vele eeuwen. Doorheen de middeleeuwen bleven de afzonderlijke dorpen verder bestaan, maar verder gescheiden door twee staten. Enkele behoorden tot de prinsbisschoppelijke Staat van Luik: Walsbets, Walshoutem en Wezeren en enkele behoorden tot het hertogdom Brabant: Eliksem, Ezemaal, Laar, Neerwinden, Overwinden, Wange, Neerlanden, Rumsdorp, Waasmont en de kleine stad Landen. Het dorp Attenhoven kreeg het statuut van vrijheerlijkheid en zou gedurende vele jaren een twistgebied vormen tussen Brabant en Luik.

### 18e - 19e eeuw
De tweede inval van de Fransen in België - op 29 juli 1794 verjoeg de Franse generaal Kleber de Oostenrijkers uit het Landense - betekende het einde van het ancien régime en betekende de invoering van de gemeentelijke structuren. Tijdens de week van 20-25 augustus 1795 stelde de Franse overheid de oprichting voor van een 30ste kanton bij het departement Ourthe (de latere provincie Luik): het kanton Landen met de Kleine Gete als afbakening. Ezemaal verhuisde naar het kanton Hoegaarden, maar het Landens kanton kreeg nog twee Nederlandstalige gemeenten erbij (Neerhespen en Overhespen) en de Franstalige gemeenten Avernas-le-Bauduin, Cras-Avernas, Grand-Hallet, Petit-Hallet, Lijsem, Raatshoven (was toen tweetalig), Truielingen en Wansin. Het Comité du Salut Public van 31 augustus 1795 bekrachtigde dit voorstel en het kanton Landen zou tot 31 augustus 1963 blijven bestaan.
Al deze gemeenten zouden tijdens het Directoire (1795-1799) één kantonmunicipaliteit vormen met een voorzitter en een agent en een adjunct-agent in iedere deelgemeente, de voorloper van de huidige fusie. De consulaire staatsgreep van Napoléon op 18 Brumaire jaar VIII (9 november 1799) bood de Fransen een nieuwe grondwet. Na de wet van 28 Pluviôse jaar VIII (17 februari 1800) verwierven de gemeenten opnieuw hun autonomie, legden in 1802 hun grenzen definitief vast, verkozen een eigen bestuur, maar bleven behoren tot het kanton Landen. Reeds in 1803 trachtte Napoléon de Landense gemeenten te fuseren. Hierin slaagde hij niet. Intussen, bij Besluyt van 24 Prairial, jaar III van de Franse Republiek (13 juni 1795), had Landen de stadstitel verloren.
De Grondwet van 1815 van het Verenigd Koninkrijk der Nederlanden bepaalde onder artikel 2 dat de nieuwe provincie Luik het territorium van het vroegere departement van de Ourthe omvat. Een voorstel tot provinciale grenswijzigingen van de Landense gemeenten van 23 oktober 1816 kreeg geen uitvoering. Een onderzoek van de gouverneur van 1822 en een voorstel van een bijzondere commissie van 1823 brachten evenmin wijzigingen aan de bestaande toestand. Verscheidene voorziene samenvoegingen van gemeenten in 1821 en 1829 kenden geen succes.
Bij de onafhankelijkheid van België inventariseerde geograaf Philippe Vandermaelen in dit dorp 145 huizen, een molen en een brouwerij. Er waren 688 inwoners. De inventaris omvat verder details over de natuurlijke omgeving, bodems, landbouwproductie en veestapel. Ook het wegennetwerk van toen is beschreven. De omschrijving door Vandermaelen geeft een interessante inkijk in het dagelijkse leven rond 1830.

### 20e eeuw
Na de onafhankelijkheid van België poogden de verschillende opeenvolgende regeringen de Landense gemeenten te fuseren of de grenzen van het kanton te wijzigen, echter vruchteloos. Men moest wachten tot 15 december 1917, toen de Duitse bezettende overheid bij besluit van de gouverneur-generaal het hele kanton overplaatste naar Limburg. De Präsident der deutschen Zivilverwaltung hernam de uitvoeringsmodaliteiten op 13 maart 1918, maar alles bleef beperkt tot papieren veranderingen. De Commissie Harmel voorzag op 13 december 1951 de overgang van de Landense gemeenten van Luik naar Brabant. Na veel discussie zou dit effectief intreden op 1 september 1963: het kanton Landen verhuisde naar de provincie Brabant. Nadien volgde een eerste samenvoeging van gemeenten en per 1 januari 1977 ontstond het huidige Landen.
Een wetsvoorstel van 1981 van volksvertegenwoordiger Gust Bogaerts voorzag de teruggave van de stadstitel aan Landen. Een wet van 5 juni 1985 zou dit bekrachtigen. Landen is bijgevolg een kanton, een stad met veertien deelgemeenten. Vlag en wapen zijn toegekend door het ministerieel besluit van 10 december 1986.
Sedert 1 januari 1995 maakt deze stad deel uit van de destijds gevormde provincie Vlaams-Brabant.

## Geografie

### Deelgemeenten
De huidige stad Landen kwam tot stand op 1 januari 1977 ingevolge een fusie van 14 dorpen die op hun beurt, voordien reeds, samengevoegd waren: Attenhoven (deelgemeenten Attenhoven en Neerlanden), Landen (deelgemeenten Landen en Rumsdorp), Neerwinden (deelgemeenten Eliksem, Ezemaal, Laar, Neerwinden, Overwinden, Wange) en Walshoutem (deelgemeenten Waasmont, Walsbets, Walshoutem en Wezeren).

#### Tabel
| #  | Naam       | Opp. (km²) | Inwoners (2020) | Inwoners per km² | NIS-code |
| -- | ---------- | ---------- | --------------- | ---------------- | -------- |
| 1  | Landen     | 7,89       | 7.063           | 896              | 24059A   |
| 2  | Attenhoven | 5,26       | 1.807           | 344              | 24059K   |
| 3  | Eliksem    | 1,74       | 353             | 203              | 24059F   |
| 4  | Ezemaal    | 3,36       | 471             | 140              | 24059G   |
| 5  | Laar       | 3,03       | 429             | 142              | 24059H   |
| 6  | Neerlanden | 3,68       | 373             | 101              | 24059L   |
| 7  | Neerwinden | 4,61       | 1.173           | 254              | 24059D   |
| 8  | Overwinden | 4,09       | 567             | 139              | 24059J   |
| 9  | Rumsdorp   | 1,64       | 201             | 123              | 24059B   |
| 10 | Waasmont   | 3,91       | 1.122           | 287              | 24059C2  |
| 11 | Walsbets   | 2,17       | 440             | 203              | 24059C3  |
| 12 | Walshoutem | 6,86       | 1.577           | 230              | 24059C0  |
| 13 | Wange      | 2,93       | 270             | 92               | 24059E   |
| 14 | Wezeren    | 2,14       | 250             | 117              | 24059C1  |

### Omgeving
De Vlaams-Brabantse gemeente Landen behoort geografisch tot westelijk Brabants Haspengouw in het zuiden van Vlaanderen. Zijn oppervlakte van 55 km² en zijn 43 km lange grenzen worden afgeboord door de gemeenten Gingelom en Sint-Truiden in het oosten, Zoutleeuw en Linter in het noorden, Tienen en Hélécine in het westen en ten slotte Lijsem en Hannuit in het zuiden. Landen-centrum is een levendige, kleine stad die binnen een straal van 15 km omgeven wordt door de steden Hannuit (Frans: Hannut), Geldenaken (Frans: Jodoigne), Sint-Truiden, Tienen en Borgworm (Frans: Waremme).

## Bezienswaardigheden
- De Tumulus van Betz bij Walsbets
- De Tumulus van Middelwinden bij Overwinden
- De Plattetombe vlak bij Waasmont
- De Sint-Gertrudiskerk
- De Sint-Norbertuskerk
- De Watertoren
- Sinte-Gitter, archeologische site
- De Rufferdingemolen

## Natuur en landschap
Landen ligt in Droog-Haspengouw op een hoogte van 57-108 meter. Landen ligt aan de Molenbeek.

## Politiek

#### Burgemeesters
- 1830 -1850: Mathieu Lalman
- 1851-1873: C. Decatte
- 1874-1878: J. Carlens
- 1879-1885: H. Bertrand
- 1886-1886: Ed. Lindeboom
- 1887-1887: P. Huysecom
- 1888-1890: Victor Demeersman
- 1891-1900: Gabriel Lefevre
- 1901-1904: Victor Demeersman
- 1905-1917: Octave Raeymaeckers
- 1918-1918: P. Huysecom (d.d.)
- 1919-1919: Leon Stevens (d.d.)
- 1920-1920: Emiel Chapoix
- 1921-1926: Georges Gilkinet
- 1927-1944: Joseph Ectors
- 1944-1946: Roosen (schepen) (d.d.) en Ulens (schepen) (d.d.)
- 1947-1947: Rodolphe Willems
- 1948-1953: Jan Onkelinx
- 1954-1954: Louis Gillet
- 1955-1959: Emile Moyaerts
- 1960-1967: Jan Onkelinx (CVP)
- 1968-1976: André L’Homme (SP)
- 1977-1986: René Leemans (PVV)
- 1987-1988: Geert Jaspaert (CVP)
- 1989-1998: René Leemans (PVV)
- 1999-2000: Paul Roosen (CVP)
- 2001-2001: Pierre Cartuyvels (CD&V)
- 2002-2003: Johan Cans Open VLD
- 2004-2006: Pierre Cartuyvels (CD&V)
- 2007-2012: Kris Colsoul (CD&V)
- 2013-2015: Gino Debroux (sp.a)
- 2016-2018: Iris Vander Schelde (Open VLD)
- 2019-2/12/2024: Gino Debroux (L'Anders)
- 3/12/2024 - : Didier Reynaerts (Open Landen)

### Resultaten gemeenteraadsverkiezingen sinds 1976
| Partij               | Partij                              | 10-10-1976 | 10-10-1976 | 10-10-1982 | 10-10-1982 | 9-10-1988 | 9-10-1988 | 9-10-1994 | 9-10-1994 | 8-10-2000 | 8-10-2000 | 8-10-2006 | 8-10-2006 | 14-10-2012 | 14-10-2012 | 14-10-2018 | 14-10-2018 | 13-10-2024 | 13-10-2024 |
| Stemmen / Zetels     | Stemmen / Zetels                    | %          | 23         | %          | 23         | %         | 23        | %         | 23        | %         | 23        | %         | 23        | %          | 25         | %          | 25         | %          | 25         |
| -------------------- | ----------------------------------- | ---------- | ---------- | ---------- | ---------- | --------- | --------- | --------- | --------- | --------- | --------- | --------- | --------- | ---------- | ---------- | ---------- | ---------- | ---------- | ---------- |
|                      | Agalev1/ Groen2                     | -          |            | -          |            | -         |           | -         |           | 10,521    | 2         | -         |           | -          |            | 10,62      | 2          | 5,22       | 0          |
|                      | SP1/ sp.a2/ L'AndersB / Vooruit3    | 41,731     | 11         | 38,841     | 10         | 33,021    | 8         | 32,321    | 8         | 30,091    | 8         | 20,692    | 5         | 22,452     | 6          | 22,5B      | 6          | 20,63      | 6          |
|                      | Wakker Landen1/ kies Landen3        | -          |            | -          |            | -         |           | -         |           | -         |           | 8,031     | 1         | 12,283     | 3          | 22,5B      | 6          | -          |            |
|                      | SPiL2/ kies Landen3                 | -          |            | -          |            | -         |           | -         |           | -         |           | 10,512    | 2         | 12,283     | 3          | 22,5B      | 6          | -          |            |
|                      | PVV1/ VLD2/ Open Vld3/ Open Landen4 | 20,731     | 4          | 23,81      | 6          | 27,791    | 7         | 28,842    | 7         | 25,72     | 6         | 22,962    | 6         | 16,923     | 4          | 23,13      | 6          | 28,44      | 8          |
|                      | CVP1/ CD&V+N-VAA/ CD&V2             | 34,761     | 8          | 27,961     | 7          | 34,311    | 8         | 30,191    | 7         | 26,511    | 6         | 27,27A    | 7         | 30,942     | 9          | 25,42      | 7          | 26,22      | 7          |
|                      | VU1/ CD&V+N-VAA/ N-VA2              | 2,781      | 0          | 3,641      | 0          | -         |           | -         |           | -         |           | 27,27A    | 7         | 12,752     | 3          | 15,52      | 4          | 12,92      | 3          |
|                      | Vlaams Blok1/ Vlaams Belang2        | -          |            | -          |            | -         |           | -         |           | 7,171     | 1         | 10,542    | 2         | 4,652      | 0          | -          |            | 6,12       | 1          |
|                      | ALTER                               | -          |            | -          |            | -         |           | 8,64      | 1         | -         |           | -         |           | -          |            | -          |            | -          |            |
| Anderen(*)           | Anderen(*)                          | -          |            | 5,77       | 0          | 4,88      | 0         | -         |           | -         |           | -         |           | -          |            | 2,8        | 0          | 0,6        | 0          |
| Totaal stemmen       | Totaal stemmen                      | 10284      | 10284      | 10894      | 10894      | 10990     | 10990     | 10872     | 10872     | 10925     | 10925     | 11363     | 11363     | 11454      | 11454      | 11450      | 11450      | 8208       | 8208       |
| Opkomst %            | Opkomst %                           |            |            |            |            | 96,29     | 96,29     | 95        | 95        | 94,74     | 94,74     | 95,67     | 95,67     | 93,48      | 93,48      | 93,9       | 93,9       | 66,4       | 66,4       |
| Blanco en ongeldig % | Blanco en ongeldig %                | 2,09       | 2,09       | 3,41       | 3,41       | 3,88      | 3,88      | 4,53      | 4,53      | 4,49      | 4,49      | 4,81      | 4,81      | 4,84       | 4,84       | 6,2        | 6,2        | 2,3        | 2,3        |

De rode cijfers naast de gegevens duiden aan onder welke naam de partijen telkens bij een verkiezing opkwamen.

De zetels van de gevormde coalitie staan vetjes afgedrukt. De grootste partij is in kleur.

(*) 1982: VSDVB / 1988: VSD / 2018: PVDA / 2024: BoerBurgerBelangen

## Bekende Landenaren
- Pepijn van Landen (hofmeier)
- Julia Tulkens (dichteres)
- Guy Colsoul (rallycoureur)
- Els Tibau (tv-persoonlijkheid)
- Niels Delvaux (zanger van Delvis)
- Davinia Vanmechelen (voetbalster)
- Imke Courtois (voetbalanalist)

## Lithostratigrafie
De Landen Groep wordt vernoemd naar de stad Landen als een groep van gesteentelagen in de Belgische ondergrond.

## Demografische ontwikkeling

### Demografische evolutie deelgemeente voor de fusie
- Bronnen:NIS, Opm:1831 tot en met 1970=volkstellingen, 1976= inwonersaantal op 31 december

### Demografische ontwikkeling van de fusiegemeente
Alle historische gegevens hebben betrekking op de huidige gemeente, inclusief deelgemeenten, zoals ontstaan na de fusie van 1 januari 1977.
- Bronnen:NIS, Opm:1831 tot en met 1981=volkstellingen; 1990 en later= inwonertal op 1 januari

| Inwoners van jaar tot jaar op 1 januari 1992 tot heden | Inwoners van jaar tot jaar op 1 januari 1992 tot heden | Inwoners van jaar tot jaar op 1 januari 1992 tot heden |
| jaar                                                   | Aantal                                                 | Evolutie: 1992=index 100                               |
| ------------------------------------------------------ | ------------------------------------------------------ | ------------------------------------------------------ |
| 1992                                                   | 14.198                                                 | 100,0                                                  |
| 1993                                                   | 14.189                                                 | 99,9                                                   |
| 1994                                                   | 14.142                                                 | 99,6                                                   |
| 1995                                                   | 14.142                                                 | 99,6                                                   |
| 1996                                                   | 14.262                                                 | 100,5                                                  |
| 1997                                                   | 14.317                                                 | 100,8                                                  |
| 1998                                                   | 14.359                                                 | 101,1                                                  |
| 1999                                                   | 14.318                                                 | 100,8                                                  |
| 2000                                                   | 14.288                                                 | 100,6                                                  |
| 2001                                                   | 14.343                                                 | 101,0                                                  |
| 2002                                                   | 14.317                                                 | 100,8                                                  |
| 2003                                                   | 14.366                                                 | 101,2                                                  |
| 2004                                                   | 14.388                                                 | 101,3                                                  |
| 2005                                                   | 14.569                                                 | 102,6                                                  |
| 2006                                                   | 14.682                                                 | 103,4                                                  |
| 2007                                                   | 14.876                                                 | 104,8                                                  |
| 2008                                                   | 15.061                                                 | 106,1                                                  |
| 2009                                                   | 15.115                                                 | 106,5                                                  |
| 2010                                                   | 15.367                                                 | 108,2                                                  |
| 2011                                                   | 15.441                                                 | 108,8                                                  |
| 2012                                                   | 15.546                                                 | 109,5                                                  |
| 2013                                                   | 15.719                                                 | 110,7                                                  |
| 2014                                                   | 15.783                                                 | 111,2                                                  |
| 2015                                                   | 15.840                                                 | 111,6                                                  |
| 2016                                                   | 15.944                                                 | 112,3                                                  |
| 2017                                                   | 15.919                                                 | 112,1                                                  |
| 2018                                                   | 15.961                                                 | 112,4                                                  |
| 2019                                                   | 15.951                                                 | 112,3                                                  |
| 2020                                                   | 16.096                                                 | 113,4                                                  |
| 2021                                                   | 16.051                                                 | 113,1                                                  |
| 2022                                                   | 16.149                                                 | 113,7                                                  |
| 2023                                                   | 16.284                                                 | 114,7                                                  |
| 2024                                                   | 16.390                                                 | 115,4                                                  |
| 2025                                                   | 16.375                                                 | 115,3                                                  |

## Cultuur

### Festivals
Landen is onder meer bekend van het meerdaagse muziekfestival Rock Landen, een Belgisch alternatief festival. Het festival vindt meestal plaats in de eerste weken van september. Na negen edities kwam er een einde aan dit festival wegens een conflict met stad Landen. Het festival vond plaats van 2010 tot en met 2019.

## Mobiliteit
Landen ligt op de spoorlijn van Brussel naar Luik (aan het gedeelte tussen Tienen en Ans dat geopend werd in 1838) en aan het begin van de spoorlijn Landen-Hasselt-Genk (geopend in 1839). Andere spoorverbindingen langs spoorlijn 147 vanuit Landen naar Statte en Tamines werden rond ca. 1960 afgeschaft en vervangen door busdiensten. Hierdoor is Landen ook bekend omwille van haar station.
Voor het wegverkeer is Landen te bereiken via de afrit nr. 28 (Walshoutem) van de autosnelweg A3-E40.

## Nabijgelegen kernen
Overwinden, Racour, Walsbets, Gingelom, Attenhoven, Rumsdorp